# Euphorbia hoffmanniana
Euphorbia hoffmanniana es una especie fanerógama perteneciente a la familia de las euforbiáceas.  Es originaria de Costa Rica.

## Taxonomía
Euphorbia hoffmanniana fue descrita por (Klotzsch & Garcke) Boiss. y publicado en Prodromus Systematis Naturalis Regni Vegetabilis 15(2.1): 99. 1862.
Etimología
Euphorbia: nombre genérico que deriva del médico griego del rey Juba II de Mauritania (52 a 50 a. C. - 23), Euphorbus, en su honor – o en alusión a su gran vientre –  ya que usaba médicamente Euphorbia resinifera. En 1753 Carlos Linneo asignó el nombre a todo el género.
hoffmanniana: epíteto otorgado  en honor del naturalista y médico alemán Karl August Otto Hoffmann (1823-1859), quien viajó en 1854 a Costa Rica y realizó un estudio de la fauna y flora del país.
Sinonimia
- Euphorbiastrum hoffmannianum Klotzsch & Garcke[5][6]